# Wenlock & Mandeville

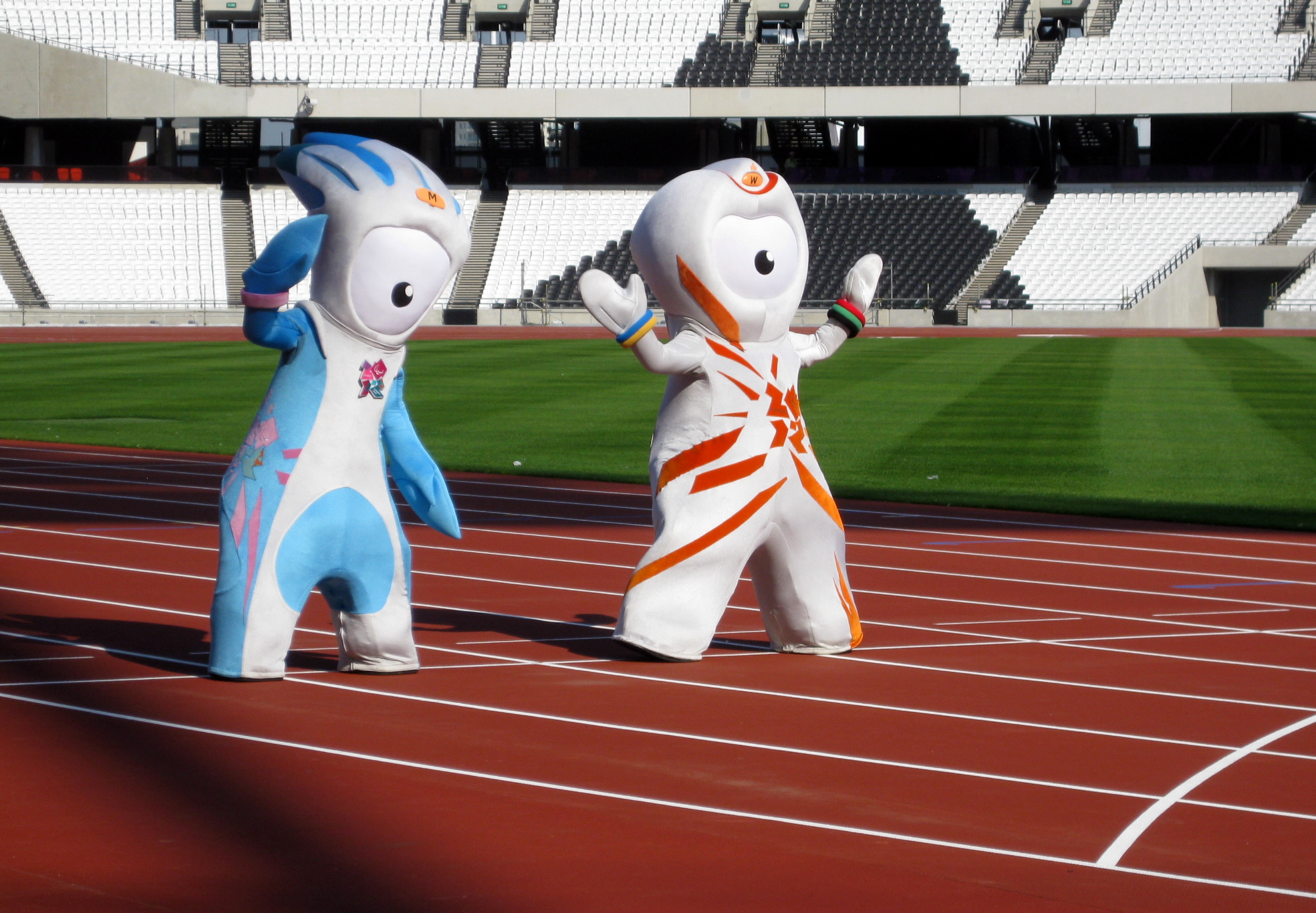
Mandeville (till vänster) och Wenlock

Wenlock & Mandeville är de officiella maskotarna vid de olympiska sommarspelen 2012 i London. 
Maskotarna symboliserar två ståldroppar från ett stålverk i Bolton. Namnen är hämtade från staden Much Wenlock där en föregångare till de moderna olympiska spelen startade år 1850, och Stoke Mandeville Hospital, som tog initiativet till Stoke Mandeville Games, en föregångare till de Paralympiska spelen.